# Wer hat’s gesehen?
Wer hat’s gesehen? war eine Quizsendung im NDR Fernsehen. Die Sendung wurde von 2000 bis 2015 ausgestrahlt und wurde im Laufe der Zeit von verschiedenen Moderatoren präsentiert.

## Konzept
In jeder Sendung traten drei Kandidaten an. Die Kandidaten waren anfangs „normale“, nach eigenen Angaben fernsehaffine Personen, später spielten jedoch ausschließlich Prominente für einen guten Zweck.
Es gab drei Spielrunden. In der ersten Runde wurden den drei Kandidaten verschiedene Fragen zur Fernsehunterhaltung vergangener Zeiten gestellt. Ein Zufallsgenerator wählte aus einer Studiotafel mit 20 Bildern und 5 Kategorien (somit vier Fragen pro Kategorie, die entsprechend ihrem Schwierigkeitsgrad einen Wert von 100, 200, 300 und 400 Euro haben) die dahinterstehenden Fragen nacheinander aus. Die beiden Kandidaten mit den höchsten erspielten Summen zogen in die zweite Runde ein, in der Bilderrätsel gelöst, Produkte anhand von Werbefilmen erraten und Titel einer Fernsehsendung anhand ihrer Titelmusik oder Dialogen erkannt werden mussten. Eine richtig beantwortete Frage ergab einen Punkt, eine falsch beantwortete einen Punkt für den Gegner. Der Kandidat mit den meisten Punkten bestritt das Finale. Im Finale musste der Kandidat innerhalb von 100 Sekunden so viele Fragen wie möglich beantworten. Je nachdem, wie viele Fragen richtig beantwortet werden, konnte der Kandidat bis zu 3000 Euro gewinnen.
In den ersten Staffeln verlief das Finale anders: Der Finalist bekam nacheinander vier Fragen aus den anfänglichen Kategorien gestellt, für die er einen von vier Technik-Gegenständen (z. B. einen Videorecorder oder eine Kamera) setzen konnte. Am Ende gewann der Kandidat all diejenigen Gegenstände, für die er die richtige Antwort aus den vier Antwortmöglichkeiten gewählt hat. Mit der richtigen Beantwortung einer optionalen fünften Frage konnte man zudem eine Gastrolle in einer Tatort-Folge ergattern.
Ein ähnliches Konzept hat die seit 2021 ebenfalls vom NDR ausgestrahlte Sendung Na siehste! – Das TV-Kult-Quiz mit Elton.

## Moderation
- Eva Herman (2000–2007)
- Oliver Welke (2008–2009)
- Florian Weber (2010–2011)
- Bettina Tietjen (2011–2015)